# Arabela
Arabela, S.A. de C.V. es una compañía mexicana de venta directa de productos de belleza, cosméticos, productos para el hogar entre otros. Fue fundada en la Ciudad de México en el año 1991, y sus productos están disponibles en México, Guatemala, El Salvador, Honduras, Nicaragua, Costa Rica, Panamá y Colombia.

## Historia
La compañía fue fundada en México en julio del año 1990, pero fue hasta marzo de 1991 cuando inició operaciones en Xochimilco para posteriormente trasladarse a la ciudad de Toluca en mayo del año 2000. Para el año 2007 comenzó su expansión hacia Centroamérica iniciando en El Salvador, Guatemala y Honduras.
Para 2009 se iniciaron operaciones en Nicaragua, en 2010 comenzó a funcionar un Centro de Distribución en El Salvador y en 2016 se iniciaron operaciones en Costa Rica.